# Anoplodactylus tenuicorpus
Anoplodactylus tenuicorpus is een zeespin uit de familie Phoxichilidiidae. De soort behoort tot het geslacht Anoplodactylus. Anoplodactylus tenuicorpus werd in 1991 voor het eerst wetenschappelijk beschreven door Child. 